# トケイソウ

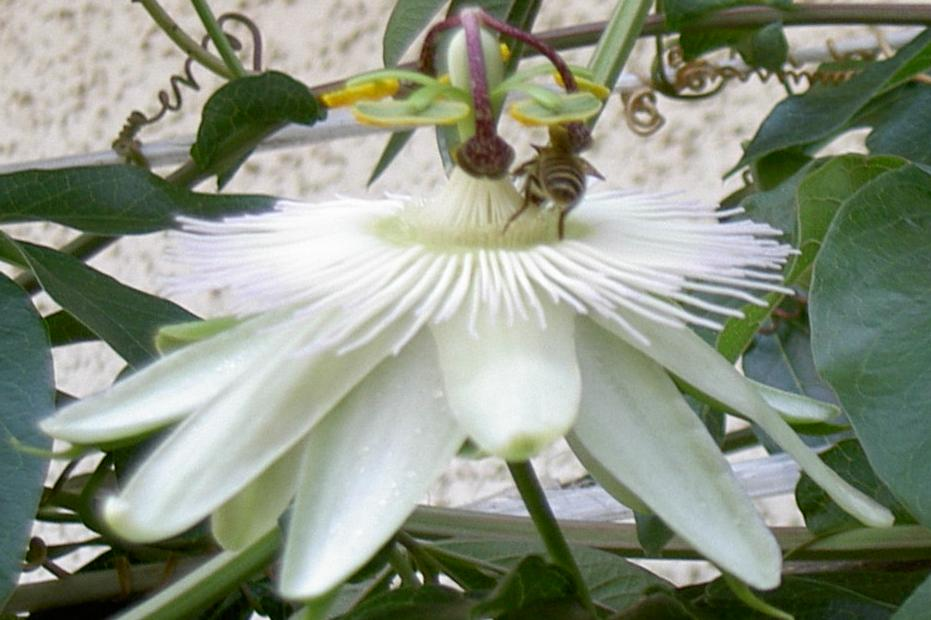
コンスタンス・エリオット（Passiflora caerulea 'Constance Elliot'）

トケイソウ（時計草、パッションフラワー、英: Passion flower）はトケイソウ科トケイソウ属 Passiflora に分類される植物の総称であり、狭義には学名: Passiflora caerulea という種の和名である。

## 名称
和名トケイソウは、3つに分裂した雌しべが時計の長針、短針、秒針のように見え、花びらが円形に並んで放射状に配置されて文字盤に見立てられる、特徴のある花を咲かせることに由来する。
英名 passion flower は「キリストの受難の花」の意味で、イエズス会の宣教師らによってラテン語で flos passionis と呼ばれていたのを訳したものである。16世紀、原産地である中南米に派遣された彼らは、この花をかつてアッシジの聖フランチェスコが夢に見たという「十字架上の花」と信じ、キリスト教の布教に利用した。彼らによればこの植物はキリストの受難を象徴する形をしており、花の子房柱は十字架、3つに分裂した雌蕊が釘、副冠は茨の冠、5枚の花弁と萼は合わせて10人の使徒、巻きひげはムチ、葉は槍であるなどと言われた。スペインの伝説では、キリストの手足を打ち抜いた釘の跡を、ふさいだのが「時計草」とされている。
属名は造語だが、やはり上記比喩に倣ったもの。なお、英単語 passion には「情熱」の意味もあるが、この植物の名称での passion は「受難」の意味であって、「情熱」の意味ではない。
トケイソウの花言葉を、「信心」「信仰」「聖なる愛」とする文献がある。

## 特徴
つる性常緑多年草の性質を持つ種が通常であり、和名に「草」という名前がついているが、木本のつる性植物である。茎は幹では巻き付かず、葉腋から伸びるつるで他物に巻き付いてよじ登る。幹は木質化して、年々肥大成長して太くなる。葉は互生する。花期は4 - 5月。花は花弁が5枚、萼片が5枚つき、花弁と萼片が同形で計10枚の弁が放射状に配置されている。花色は濃い紫色などさまざまある。花の中心の雌蕊は、先端が3つに分かれている特徴的な形をしている。果期は10 - 11月で、オレンジがかった黄色の楕円形だが日本では結実することは珍しい。中の種子を包む赤色の果肉は他の食用種に比べて風味に乏しい。
種の数は約500、栽培品種はそれらが掛け合わされてできるためさらに数が多い。栽培品種には驚くべき数のさまざまな色、形のトケイソウが存在する。萼がそれぞれピンクと白である品種（雑種） Passiflora × belotii も存在する。一見花弁と萼の区別はつかないので、白とピンクが互い違いになった花弁のように見える。それとは対照的に、副冠も花弁も萼も全部白色の Passiflora caerulea 'Constance Elliot' のようなものも存在する。
中央アメリカや南アメリカの熱帯・亜熱帯域が原産地だが、世界中で観賞用に広く栽培される。つる植物で、庭先などに植えられる。挿し芽することで増やすことができる。

## トケイソウ属
500種以上が存在し、以下は代表的なもの。

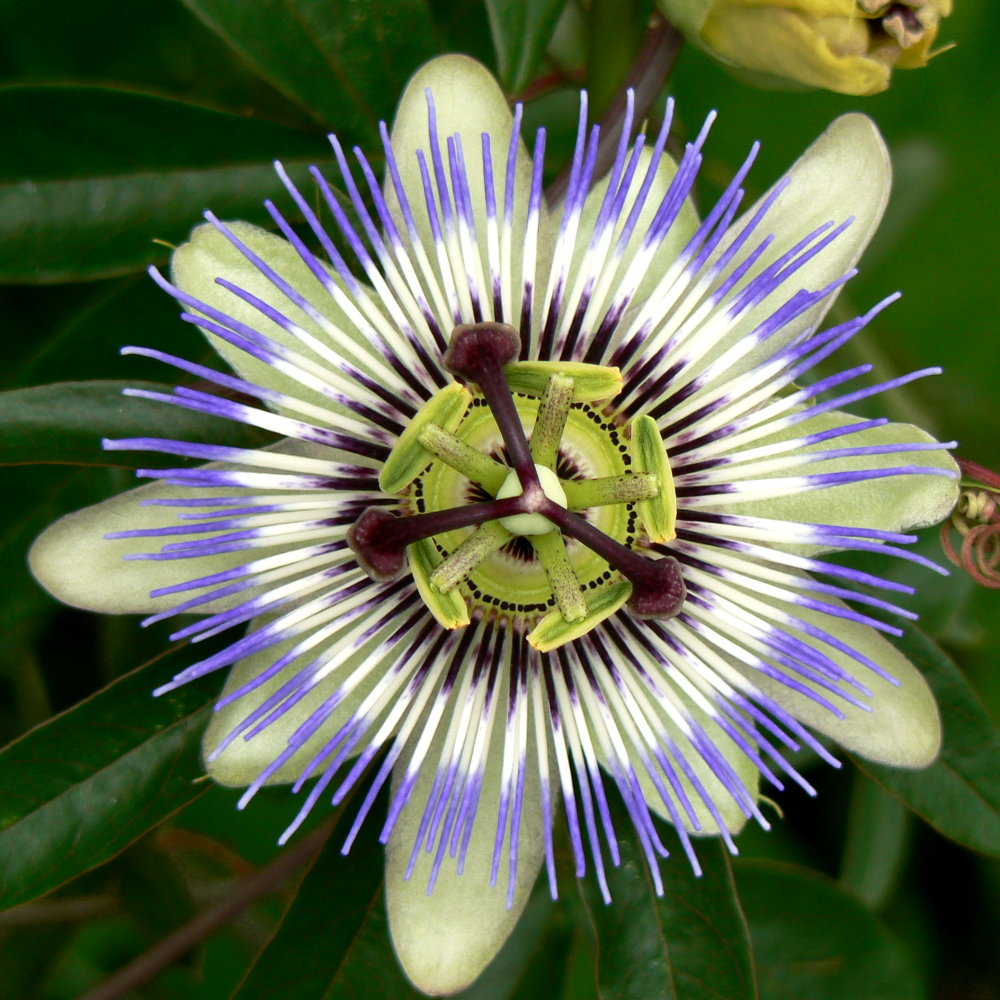
正面から見たトケイソウ Passiflora caerulea

- Passiflora alata - ブラジルトケイソウ、実は食用[5]。
- Passiflora amalocarpa
- Passiflora amethystina
- Passiflora aurantia
- Passiflora caerulea - 狭義のトケイソウ
- Passiflora capsularis
- Passiflora coccinea - ベニバナトケイソウ (英: Scarlet passion flower, Red passion flower)
- Passiflora edulis - パッションフルーツ
- Passiflora foetida - クサトケイソウ (英: Wild water lemon)
- Passiflora helleri
- Passiflora holosericea
- Passiflora incarnata - チャボトケイソウ (英: Purple Passionflower）
- Passiflora karwinskii
- Passiflora laurifolia - ミズレモン
- Passiflora ligularis - グラナディラ (英: Granadilla)、実は食用。
- Passiflora mollissima
- Passiflora mucronata
- Passiflora murucuja
- Passiflora quadrangularis - オオナガミクダモノトケイソウ (英: Giant granadilla)、実は食用[5]。
- Passiflora racemosa - ホザキトケイソウ
- Passiflora serratifolia
- Passiflora tenuifila
- Passiflora tulae
- Passiflora vitifolia
- Passiflora yucatanensis

## トケイソウの利用
一般にパッションフルーツと呼ばれる物はクダモノトケイソウ（Passiflora edulis）の実で、これ以外にもP. ligularis、P. mollissima、P. quadrangularis等が食用（果汁の採取）目的で栽培されることがある。またパッションフラワーはハーブとして、鎮痛・精神安定・抗痙攣・不眠の緩和・血圧の降下・ヒステリーやノイローゼの緩和・更年期障害など「精神や痛みを静める」働きがあるといわれている。欧州では伝統生薬製剤の欧州指令に従い医薬品ともなっている。